# Gewichtheben

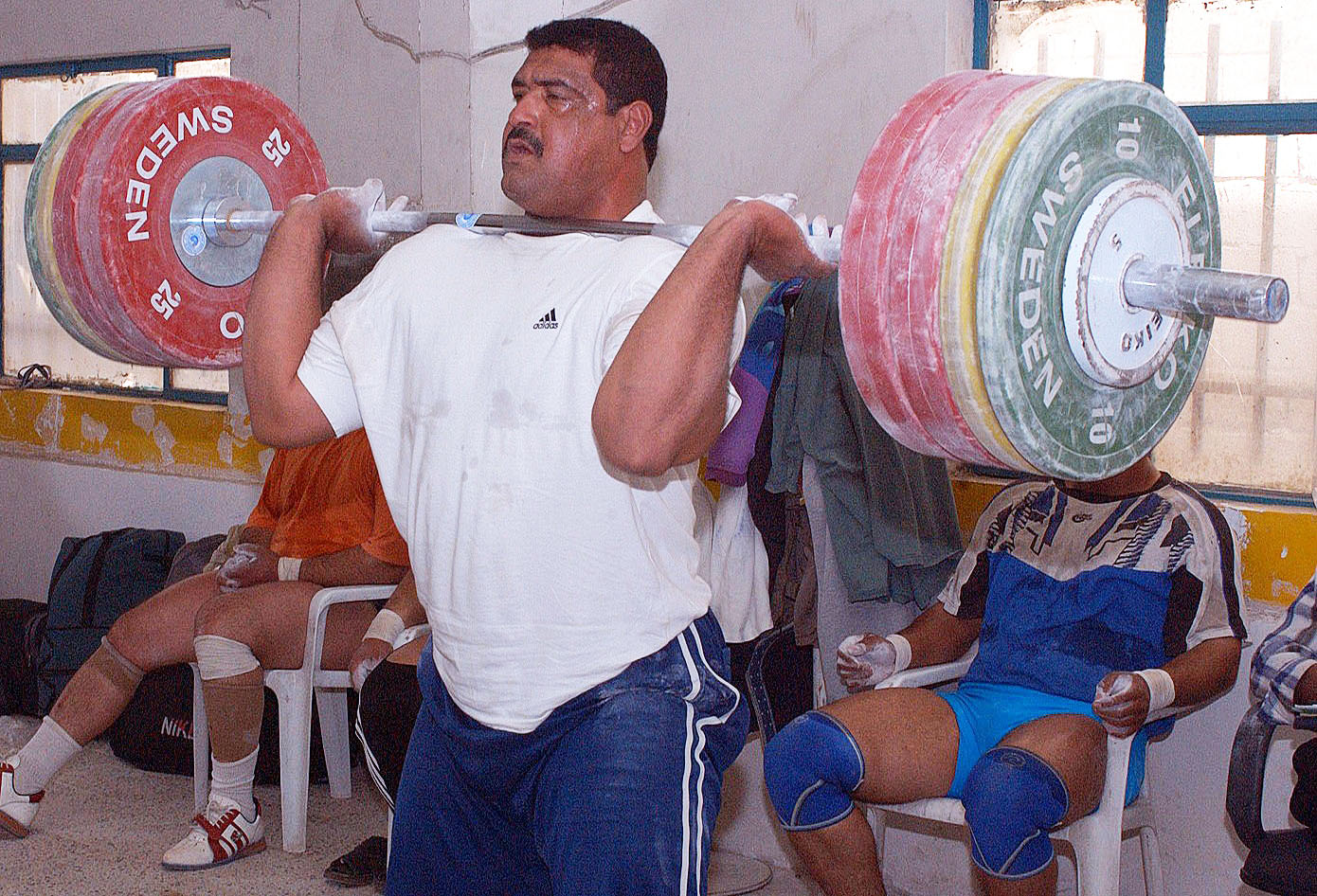
Gewichtheber beim Stoßen von 200 kg

Das Gewichtheben ist eine schwerathletische Sportart, bei der eine Langhantel durch Reißen oder Stoßen zur Hochstrecke gebracht wird, das heißt mit ausgestreckten Armen über den Kopf gestemmt wird.
Neben der Technik sind beim Gewichtheben insbesondere Kraft, Koordination und Beweglichkeit für den Erfolg maßgeblich. Obwohl das olympische Gewichtheben als Randsportart einzuordnen ist, finden sich die Übungen bei vielen Hochleistungssportlern, zum Beispiel bei Sprintern und Kugelstoßern, wegen ihrer Schnellkraftaspekte im Trainingsprogramm.

## Geschichte
Das Gewichtheben als Sportart entstand Ende des 19. Jahrhunderts. Ab 1880 entstanden Vereine für Schwerathletik in verschiedenen Städten, woraufhin 1891 der Deutsche Athletik-Sportverband (DASV) gegründet wurde.
Seit 1891 finden Weltmeisterschaften statt – damals mit sieben Teilnehmern aus sechs Nationen. Seit 1896 ist das Gewichtheben – mit Unterbrechungen – Teil der Olympischen Spiele. 1896 und 1904 waren das ein- und das beidarmige Stoßen im Programm, allerdings ohne jegliche Gewichtsklasseneinteilung. 1920 ergänzte das einarmige Reißen die beiden Übungen zu einem Dreikampf, der innerhalb von fünf Gewichtsklassen ausgetragen wurde. Bei den Olympischen Spielen 1924 wurde dieser durch einen Fünfkampf ersetzt, bestehend aus beidarmigen Drücken, Reißen und Stoßen und einarmigen Reißen und Stoßen.
Ab 1928 wurden die einarmigen Disziplinen fallen gelassen und bis 1972 wurde ein Dreikampf aus beidarmigen Drücken, Reißen und Stoßen ausgetragen, bei nationalen Meisterschaften hielten sich die einarmigen Disziplinen und der Fünfkampf jedoch länger.
2000 in Sydney wurde erstmals das Frauengewichtheben in das olympische Programm aufgenommen, seit 1987 gibt es Weltmeisterschaften für Frauen.

### Einarmiges Reißen und Stoßen

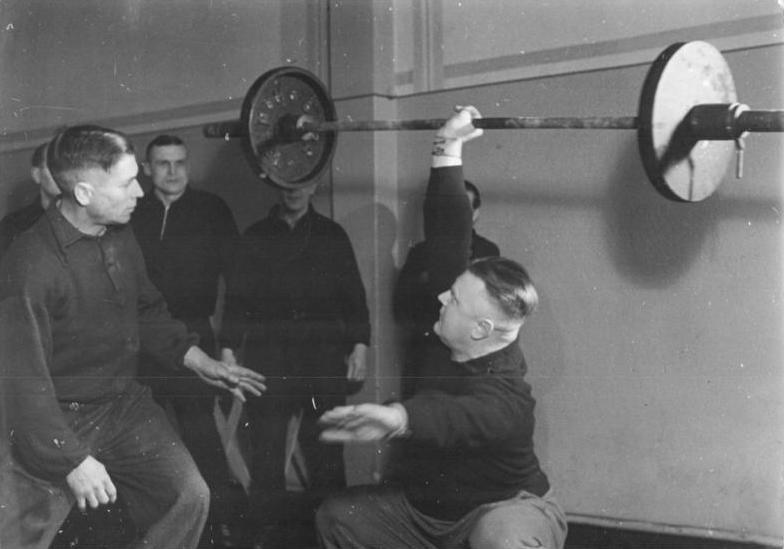
Sportler der DDR beim einarmigen Reißen, 1952

Das einarmige Reißen und das einarmige Stoßen entsprechen im Prinzip ihren beidarmigen Pendants. Beim einarmigen Reißen muss die Hantel in einer Bewegung über den Kopf geführt werden, beim einarmigen Stoßen darf sie auf der Schulter abgelegt werden, um dann in einer zweiten Bewegung zur Hochstrecke gebracht zu werden.

### Drücken und Dreikampf

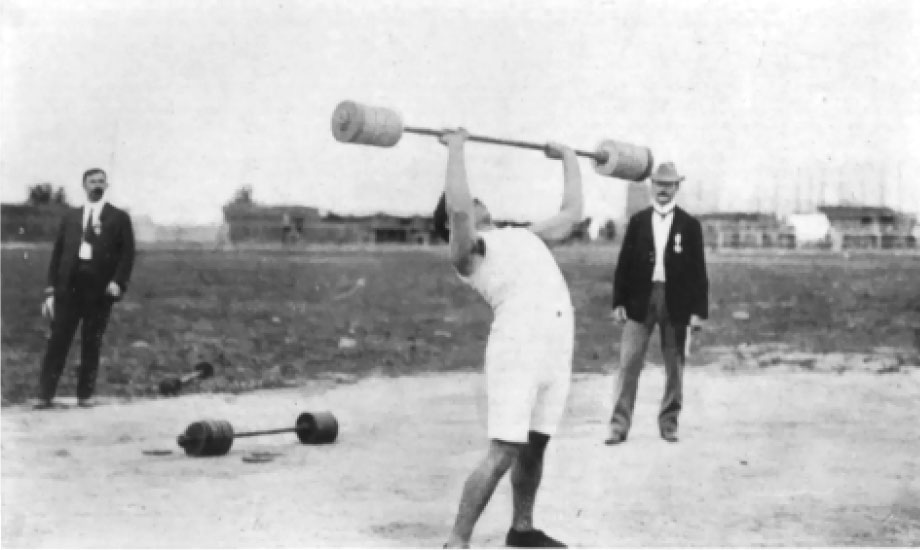
Perikles Kakousis (1904) beim beidarmigen Drücken

Von den Olympischen Spielen 1928 bis einschließlich der Olympischen Spiele 1972 traten die Athleten im sogenannten olympischen Dreikampf gegeneinander an. Dieser umfasste neben den heute üblichen Disziplinen Reißen und Stoßen noch das Drücken. Dabei musste der Heber das Gewicht zuerst umsetzen und dann ohne Beineinsatz zur Hochstrecke bringen. Die Kampfrichterentscheidungen bezüglich der durchgedrückten Knie waren allerdings oft umstritten.
Zusätzlich entwickelte sich das eigentlich als reiner Test für Schulter- und Armkraft gedachte Drücken immer mehr zu einem „Schleudern“. Ähnlich wie beim Anstoßen versuchte der Athlet das Gewicht zu beschleunigen, in diesem Falle aber durch das schnelle Zurücklehnen und Wiederaufrichten des Oberkörpers, um dann sofort wieder in Rücklage zu verfallen. Durch die so veränderten Winkel, die einen stärkeren Einsatz der Brustmuskulatur zuließen, konnte mehr Gewicht bewältigt werden.
Die Rekorde im Drücken näherten sich somit immer weiter denen im Stoßen an, was eine der beiden Disziplinen unnötig machte. Auch schien die teilweise sehr extreme Rücklage der Athleten beim Drücken ein Gesundheitsrisiko darzustellen, was im Zusammenspiel mit der schweren Entscheidbarkeit über die regelgerechte Ausführung schließlich zur Abschaffung des Drückens führte.

## Zweikampf
Wettbewerbe werden gegenwärtig als Zweikampf der beiden Disziplinen Reißen und Stoßen durchgeführt. Dabei werden sowohl die Einzeldisziplinen als auch der Zweikampf gewertet, für den die beiden Einzelergebnisse addiert werden. Bei Olympischen Spielen werden Einzeldisziplinen nicht gewertet.

### Wettkampfablauf

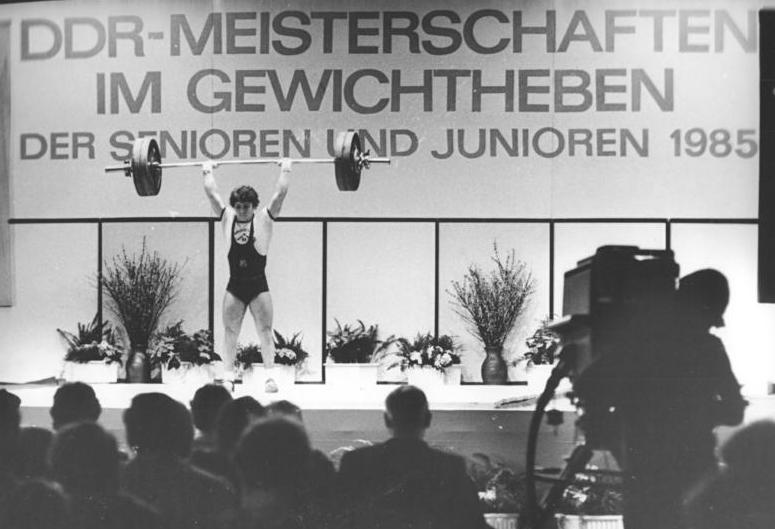
DDR-Meisterschaften im Gewichtheben

Nach dem Abwiegen – bei größeren internationalen Wettkämpfen auf zehn Gramm genau – müssen die Athleten die Lasten angeben, mit denen sie in den beiden Disziplinen in den Wettkampf einsteigen wollen. In jeder der beiden Teilübungen stehen dem Heber drei Versuche zur Verfügung.
Der Wettkampf beginnt mit dem Reißen, wobei der Heber mit dem am niedrigsten gemeldeten Gewicht beginnt. Ihm steht dabei innerhalb einer Minute ein Versuch zur Verfügung, das Gewicht regelkonform zur Hochstrecke zu bringen. Der Versuch gilt als begonnen, sobald die Hantel die Knie passiert hat. Beobachtet wird der Athlet dabei von drei Kampfrichtern, die per Mehrheitsvotum über die Gültigkeit des Versuchs entscheiden. Allerdings kann diese Kampfrichterentscheidung im Nachhinein von einer mehrköpfigen Jury überstimmt werden.
Hat der Heber die Last erfolgreich bewältigt, wird das Gewicht automatisch um die Mindeststeigerung von einem Kilogramm durch die Scheibenstecker für den nächsten Versuch erhöht, solange der Athlet keine höhere Hantellast fordert. Sollte der Versuch jedoch ungültig gegeben worden sein, steht dem Heber die Möglichkeit offen, seinen Versuch zu wiederholen oder zu steigern. Dies kann aus taktischen Gründen oftmals sinnvoller sein. Aufgrund der Tatsache, dass die Reihenfolge der Heber abhängig ist von ihren gemeldeten Lasten, kann ein Athlet dazu gezwungen sein, zwei Versuche direkt hintereinander zu absolvieren, sollte niemand ein Gewicht zwischen seinen beiden gemeldet haben. In diesem Fall stehen ihm statt der sonst einen Minute zwei zur Verfügung, seinen nächsten Versuch anzugehen. Haben alle Heber das Reißen beendet, folgt nach einer kurzen Pause das Stoßen, welches nach demselben Schema abläuft.

### Reißen

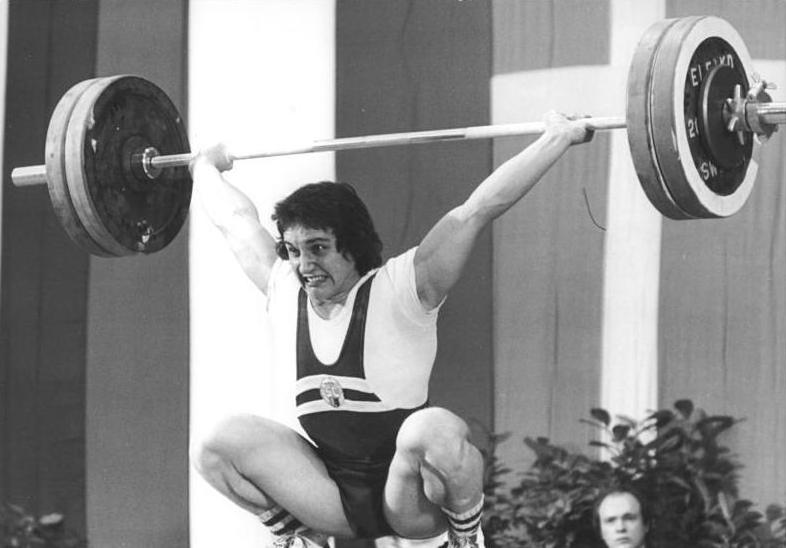
Gewichtheber beim Reißen

Die Hantel liegt horizontal vor den Beinen des Hebers. Sie wird mit den Handflächen nach unten gefasst und in einer einzigen Bewegung vom Boden zur Hochstrecke mit ausgestreckten und senkrecht stehenden Armen gebracht, entweder mit einem Ausfallschritt oder dem Beugen beider Beine (Hocke). Die Hantel ist in einem pausenlosen Bewegungsablauf am Körper entlang nach oben zu führen. Während des Versuches darf außer den Füßen kein anderer Körperteil den Boden berühren.
Das gehobene Gewicht muss in der endgültigen Position bei gestreckten Beinen, Füßen auf gleicher Linie und gestreckten Armen bis zum Zeichen des Kampfrichters zum Abnehmen des Gewichts bewegungslos fixiert werden. Das Drehen der Handgelenke darf erst erfolgen, nachdem sich die Hantel über der Kopfhöhe des Hebers befindet. Ein Heber kann im Ausfall oder in der Hocke nach eigenem Gutdünken verharren. Das Kampfrichterzeichen zum Abstellen der Hantel hat zu erfolgen, sobald der Körper des Hebers bewegungslos ist.

### Stoßen

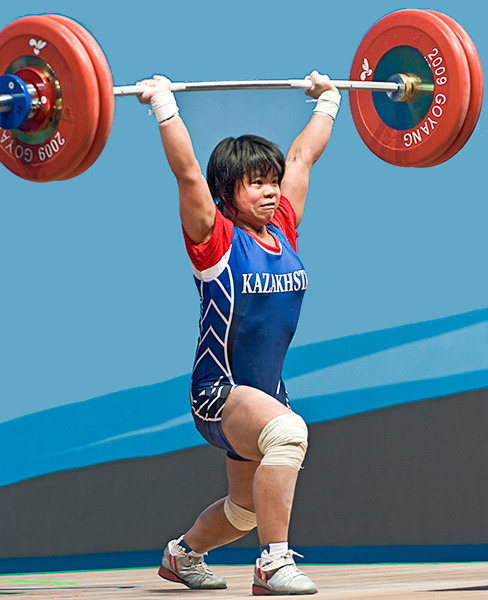
Gewichtheberin im Ausfallschritt

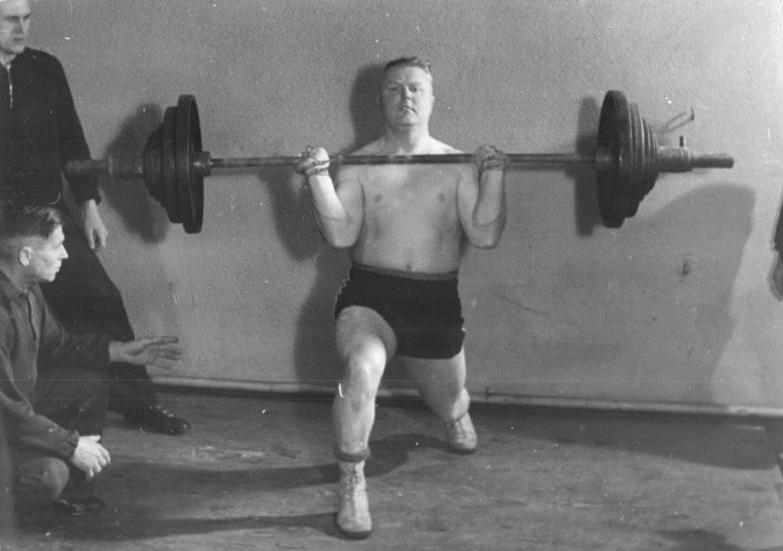
Sportler der DDR beim zweiarmigen Stoßen von 155 Kilo im Augenblick des Umsetzens, 1951

Das Stoßen wird im deutschen Regelwerk entsprechend der englischen Benennung clean and jerk offiziell als „Umsetzen und Stoßen“ bezeichnet. Es besteht aus zwei Teilabläufen, dem Umsetzen der Hantel auf die Schultern und dem Ausstoßen der Hantel über den Kopf, was einen wesentlichen Unterschied zum Reißen darstellt.
UmsetzenDie Hantel liegt horizontal vor den Füßen des Hebers. Sie wird mit den Handflächen nach unten gefasst und in einem einzigen Bewegungsablauf vom Boden zu den Schultern gebracht, entweder mit dem Ausfallschritt oder mit der Hocketechnik. Die Hantel darf die Brust nicht vor der endgültigen Position berühren; sie soll auf den Schlüsselbeinen, der Brust oder den vollständig gebeugten Armen ruhen. In dieser Position kann der Heber nach Gutdünken verharren. Allerdings dürfen in der Hocke die Ellenbogen keinesfalls die Oberschenkel berühren, sonst ist der Versuch ungültig.
AusstoßenBeugen und Strecken der Beine und Arme, um die Hantel zur Hochstrecke mit völlig gestreckten, vertikal stehenden Armen zu bringen (pausenlose Aufwärtsbewegung), dann Einnehmen der Grundstellung, Beine und Arme sind gestreckt, warten bis zum Signal des Kampfrichters zum Abnehmen der Hantel. Das Signal hat zu erfolgen, sobald der Heber absolut bewegungslos ist.
Vor dem Ausstoßen muss die Hantel in Ruhe sein, „anwippen“ macht den Versuch ungültig. Ebenso muss das Ausstoßen in einer einzigen Bewegung bis zu den durchgestreckten Armen erfolgen, „nachdrücken“ macht den Versuch ebenfalls ungültig.

## Rekorde
Den Rekord einer bestimmten Gewichtsklasse hält derjenige, der als erster das größte Gewicht gehoben hat. Hebt später ein leichterer Heber derselben Gewichtsklasse das Rekordgewicht, wird er dadurch nicht zum Rekordhalter, obwohl er in einem Wettkampf wegen seines geringeren Körpergewichtes gewonnen hätte. Rekorde bedürfen der Bestätigung durch den betreffenden Verband.

## Wertung

### Nach Gewichtsklassen
Bei Einzelmeisterschaften, wie den Weltmeisterschaften oder Olympischen Spielen, werden die Athleten in Gewichtsklassen eingeteilt.
Es gewinnt, wer innerhalb einer Gewichtsklasse die größte Last bewältigt, gezählt wird dabei in jeder Disziplin nur der schwerste gelungene Versuch. Für den Zweikampf wird jeweils der beste Versuch jeder Einzeldisziplin gewertet. Sind alle drei Versuche in einer Disziplin ungültig, kann der Athlet keine Zweikampfwertung einbringen. Sollten mehrere Athleten die gleiche maximale Last gehoben haben, gewinnt der leichtere Athlet.
Bei Olympischen Spielen werden Platzierungen nur für die Zweikampfwertung geführt.

### Nach Relativpunkten
Da in den unteren Ligen und auf kleineren Wettkämpfen nicht immer alle Gewichtsklassen ausreichend besetzt werden können, wurde mit der „Relativpunkte-Wertung“ eine Vergleichsmöglichkeit der Athleten unterschiedlicher Gewichtsklassen und auch zwischen Männern und Frauen eingeführt. Des Weiteren werden durch diese Wertung Mannschaftswettkämpfe ermöglicht. Hierzu erhält jeder Heber, abhängig von Geschlecht und Körpergewicht, einen spezifischen „Relativabzug“, der nach dem Wettkampf von den erbrachten Einzelleistungen abgezogen wird, danach werden die Punkte addiert.
Die Relativwertung ist nicht international einheitlich festgelegt, die oben geschilderten Verhältnisse gelten für Deutschland.
Beispiel 1Ein 100 kg schwerer männlicher Heber reißt 135 kg und stößt 165 kg. Der ihm entsprechende Abzug ist laut Relativabzugstabelle 97,5. Er erreicht also (135 kg−97,5) + (165 kg−97,5) = 105 Relativpunkte.
Beispiel 2Eine 50 kg schwere Heberin müsste bei ihrem Relativabzug von 16,0 beispielsweise 62 kg reißen und 75 kg stoßen, um auf dieselbe Relativleistung von (62 kg−16,0) + (75 kg−16,0) = 105 Relativpunkten zu kommen.

### Nach Sinclairpunkten
Eine Variante der Relativwertung wurde vom Kanadier Roy Sinclair entwickelt und ermöglicht einen Vergleich über die Körpergewichte hinweg – getrennt für Männer und Frauen. Hierzu veröffentlicht die IWF sogenannte „Sinclair-Koeffizienten“, die im Frühjahr jedes olympischen Jahres durch statistische Auswertung unter Berücksichtigung der Weltrekorde in den einzelnen Gewichtsklassen mit sechs Ziffern nach dem Dezimalzeichen ermittelt werden; sie gelten dann für die folgenden vier Kalenderjahre.
Im Gegensatz zur Relativwertung ergibt die Sinclairwertung prinzipiell stets positive Punkte-Zahlen. Somit ist sie motivierender für weniger starke Heber.
Beispiel 3Ein 80 kg schwerer Heber erzielt eine Zweikampfleistung von 200 kg, bestehend aus 90 kg im Reißen und 110 kg im Stoßen. Der für ihn zutreffende Sinclair-Koeffizient lautet 1,224433 (Stand 2004, anwendbar 2005 bis 2008), daraus ergibt sich folgende Punktzahl:
(90 kg * 1,224433) + (110 kg * 1,224433) = 244,89 Sinclairpunkte (gerundet auf zwei Nachkommastellen).
Die von der IWF veröffentlichten, von 2005 bis 2008 anwendbaren Sinclair-Koeffizienten der Männer beginnen mit den Koeffizienten 2,747263 für 32,0 kg Körpergewicht und enden mit 1,000000 bei 167,9 kg; für die Frauen lauten die entsprechenden Werte: 2,827345 bei 28,0 kg bzw. 1,000000 ab 107,8 kg; die vom BVDG veröffentlichten Werte reichen nur bis 1,001438 bei 157,9 kg der Männer und bis 1,005363 für 97,9 kg bei den Frauen. Für 2009 bis 2012 ändern sich die Werte wie folgt: 2,656480 für 32,0 kg bis 1,000000 bei 173,8 kg bei den Männern, 2,806797 bei 28,0 kg bis 1,000000 bei 125,4 kg bei den Frauen; der Gewichtsbereich ist also bei den Frauen stark erweitert worden.
VariantenBei den österreichischen Mannschaftwettkämpfen wird nach Sinclairpunkten abgerechnet. Frauen, die mit Männern in einer Mannschaft starten, werden ebenfalls nach den Männer-Sinclairpunkten gewertet, erhalten allerdings als Bonus eine Erhöhung von 0,5 des Sinclair-Koeffizienten.

### Nach Sinclair-Malone-Meltzer
Eine Erweiterung der Sinclairwertung berücksichtigt auch die Altersabhängigkeit des Leistungsvermögens. Bis zu 30 Jahren erfolgt keine Altersvergütung, für 31 Jahre beginnt die Vergütung mit dem Koeffizienten 1,014 und endet mit 3,571 für 90 Jahre – einheitlich für Frauen und Männer. Die heute üblichen Koeffizienten gehen auf Malone und den US-amerikanischen Physiker David Meltzer zurück. Die Tabelle bezieht sich hinsichtlich des Alters auf das laufende Kalenderjahr. Wird also ein Gewichtheber im betreffenden Kalenderjahr 45 Jahre alt, so wird er sowohl vor als auch nach dem tatsächlichen Geburtstag wie ein exakt 45-jähriger behandelt.
Beispiel 4Für den Heber aus Beispiel 3 würde dies bei einem Alter von 40 Jahren und dem Alters-Koeffizienten von 1,136 bedeuten:
(90 kg * 1,224433 * 1,136) + (110 kg * 1,224433 * 1,136) = 278,19 Punkte (gerundet auf zwei Nachkommastellen).

## Gewichtsklassen
Die Abwaage erfolgt meist ein oder zwei Stunden vor dem Wettkampf mit geeichten Waagen. Aktuell (Stand: 1. November 2018) gelten folgende Gewichtsklassen im Gewichtheben:
| Männer | 55 kg | 61 kg | 67 kg | 73 kg | 81 kg | 89 kg | 96 kg | 102 kg | 109 kg | 109+ kg |
| Frauen | 45 kg | 49 kg | 55 kg | 59 kg | 64 kg | 71 kg | 76 kg | 81 kg  | 87 kg  | 87+ kg  |

### Entwicklung der Gewichtsklassen
Die Gewichtsklassen der Männer wurden im Laufe der Geschichte des Gewichthebens immer wieder verändert und umstrukturiert. Die Gewichtsklassen wurden 1998 mit Hinblick auf die bevorstehenden Olympischen Spiele in Sydney geändert, um es zeitlich zu ermöglichen, das Frauengewichtheben mit in das Programm aufzunehmen. Die letzte Änderung erfolgte 2018.

### Männer
Die Änderungen der Klassen erfolgten meist zum Jahreswechsel. Ausnahmen bilden die Ersteinführung am 12. Juni 1905 und die Umstellung 1913. 1977 wurde die Benennung der Gewichtsklassen offiziell aufgegeben. Da die Namensgebung allerdings noch oft verwendet wird, wurden hier die Klassen ihren entsprechenden Namen zugeordnet. Am 5. Juli 2018 legte die IWF neue Gewichtsklassen fest. Größte und umstrittenste Neuigkeit ist, dass für die Olympischen Spiele einige Klassen gegenüber den Weltmeisterschaften und anderen Wettbewerben gestrichen wurden.
| Bezeichnung         | 1905–1913 | 1913–1946 | 1947–1950 | 1951–1968 | 1969–1976 | 1977–1992 | 1993–1997 | 1998–2018 | seit 2018 |
| ------------------- | --------- | --------- | --------- | --------- | --------- | --------- | --------- | --------- | --------- |
| Fliegengewicht      | –         | –         | –         | –         | 52 kg     | 52 kg     | 54 kg     | –         | 55 kg     |
| Bantamgewicht       | –         | –         | 56 kg     | 56 kg     | 56 kg     | 56 kg     | 59 kg     | 56 kg     | 61 kg     |
| Federgewicht        | –         | 60 kg     | 60 kg     | 60 kg     | 60 kg     | 60 kg     | 64 kg     | 62 kg     | 67 kg     |
| Leichtgewicht       | 70 kg     | 67,5 kg   | 67,5 kg   | 67,5 kg   | 67,5 kg   | 67,5 kg   | 70 kg     | 69 kg     | 73 kg     |
| Mittelgewicht       | 80 kg     | 75 kg     | 75 kg     | 75 kg     | 75 kg     | 75 kg     | 76 kg     | 77 kg     | 81 kg     |
| Halbschwergewicht   | –         | 82,5 kg   | 82,5 kg   | 82,5 kg   | 82,5 kg   | 82,5 kg   | 83 kg     | 85 kg     | 89 kg     |
| Mittelschwergewicht | –         | –         | –         | 90 kg     | 90 kg     | 90 kg     | 91 kg     | 94 kg     | 96 kg     |
| Schwergewicht       | 80+ kg    | 82,5+ kg  | 82,5+ kg  | 90+ kg    | 110 kg    | 100 kg    | 99 kg     | 105 kg    | 102 kg    |
| 2. Schwergewicht    | –         | –         | –         | –         | –         | 110 kg    | 108 kg    | –         | 109 kg    |
| Superschwergewicht  | –         | –         | –         | –         | 110+ kg   | 110+ kg   | 108+ kg   | 105+ kg   | 109+ kg   |

| 2020 | 61 kg | 67 kg | 73 kg | 81 kg | 96 kg  | 109 kg  | 109+ kg |
| 2024 | 61 kg | 73 kg | 73 kg | 89 kg | 102 kg | 102+ kg | 102+ kg |

### Frauen
Die Anerkennung des Frauengewichthebens durch die IWF erfolgte am 20. Oktober 1983. Mit 1. Januar 2017 wurden bei den Damen die Gewichtsklasse bis 90 kg und anstatt 75+kg die Klasse 90+kg eingeführt. Am 5. Juli 2018 legte die IWF neue Gewichtsklassen fest. Größte und umstrittenste Neuigkeit ist, dass für die Olympischen Spiele einige Klassen gegenüber den Weltmeisterschaften und anderen Wettbewerben gestrichen wurden.
| 1983–1992 | 44 kg | 48 kg | 52 kg | 56 kg | 60 kg | 67,5 kg | 75 kg | 82,5 kg | 82,5+ kg | 82,5+ kg |
| 1993–1997 | 46 kg | 50 kg | 54 kg | 59 kg | 64 kg | 70 kg   | 76 kg | 83 kg   | 83+ kg   | 83+ kg   |
| 1998–2016 | 48 kg | 48 kg | 53 kg | 58 kg | 63 kg | 69 kg   | 75 kg | 75+ kg  | 75+ kg   | 75+ kg   |
| 2017–2018 | 48 kg | 48 kg | 53 kg | 58 kg | 63 kg | 69 kg   | 75 kg | 90 kg   | 90+ kg   | 90+ kg   |
| seit 2018 | 45 kg | 49 kg | 55 kg | 59 kg | 64 kg | 71 kg   | 76 kg | 81 kg   | 87 kg    | 87+ kg   |

| 2020 | 49 kg | 55 kg | 59 kg | 64 kg | 76 kg | 87 kg  | 87+ kg |
| 2024 | 49 kg | 59 kg | 59 kg | 71 kg | 81 kg | 81+ kg | 81+ kg |

## Altersklassen
Zusätzlich ermöglichen Altersklassen einen besseren Vergleich der Heber unterschiedlichen Alters.
- Jugend: von 13 bis einschließlich 17 Jahre (mit eigenen Gewichtsklassen);
- Junioren: bis einschließlich 20 Jahre;
- Senioren;
- Master: ab 35 Jahre.

In Deutschland gibt es weiterhin eine Aufteilung der Jugendklasse in D- bis A-Jugend sowie neun Masterklassen für Männer und für Frauen. Das Gewichtheben vor der Pubertät gilt als unproblematisch, wenn zunächst mit leichten (Holz-)Hanteln die Technik erlernt und insbesondere der Rücken ausreichend gestärkt wird, ehe an Wettkämpfen teilgenommen wird.

## Ausrüstung

### Plattform und Hantel
Die Versuche werden auf einer 4 × 4 m großen Plattform durchgeführt. Beim Verlassen der Plattform während des Versuchs wird dieser ungültig.
Die Hantel selbst wiegt 20 kg bei den Männern, hat eine Länge von 2,20 m und 28 mm Durchmesser, während der Abstand der gelagerten Scheibenaufnahmen 1,31 m beträgt. Die Hantel der Frauen hingegen wiegt 15 kg, hat eine Gesamtlänge von 2,01 m und 25 mm Durchmesser. Der Durchmesser der Scheibenaufnahmen entspricht 50 mm. Für Kinder und Jugendliche gibt es weitere Hanteln.

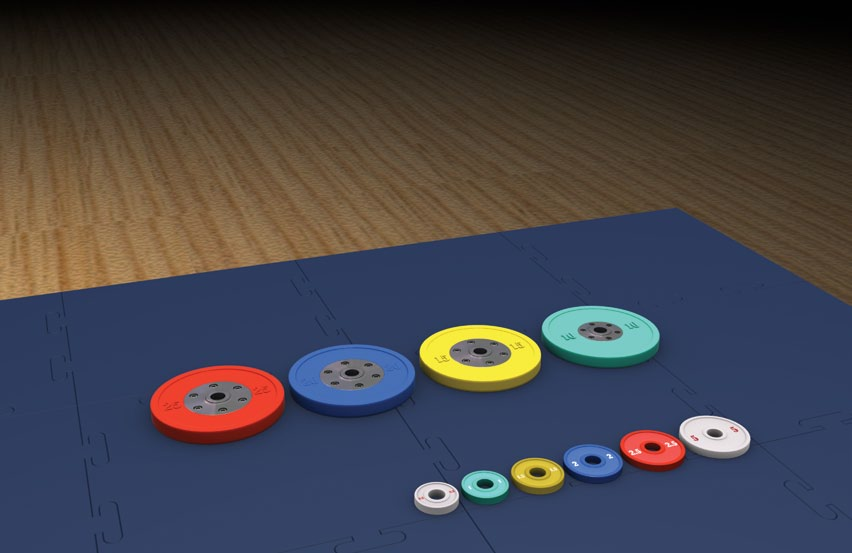
Verschiedenfarbige Hantelscheiben

Die Hantelscheiben sind je nach Gewicht farblich unterschiedlich. Die Massen der Hantelscheiben betragen:
- rot  : Hantelscheibe groß 25 kg;
- blau: Hantelscheibe groß 20 kg;
- gelb: Hantelscheibe groß 15 kg;
- grün: Hantelscheibe groß 10 kg;
- weiß: Hantelscheibe groß 5 kg;
- rot  : Hantelscheibe klein 2,5 kg;

Die Hantelscheiben von 25 kg bis einschließlich 2,5 kg werden innerhalb der Verschlussschrauben angebracht.
- blau: Hantelscheibe klein 2 kg;
- gelb: Hantelscheibe klein 1,5 kg;
- grün: Hantelscheibe klein 1 kg;
- weiß: Hantelscheibe klein 0,5 kg.

Jeweils eine Hantelscheibe, die 2 kg oder weniger wiegt, wird außerhalb der Verschlussschrauben aufgeschoben.
Die beiden Verschlüsse zum Fixieren der Hantelscheiben wiegen jeweils 2,5 kg.
Die Vorschriften über Gewichtstoleranzen besagen, dass Einzelteile bis zu einschließlich 5 kg Nenngewicht maximal 10 g schwerer, aber nicht leichter sein dürfen; die schwereren Teile dürfen bis zu 0,05 % leichter und bis zu 0,1 % schwerer sein.
Die großen Hantelscheiben haben 45 cm Durchmesser und bestehen aus einer Innenscheibe aus Metall, die mit einem Gummiring ummantelt ist.
Zum besseren Halten der Hantel darf, wie beim Klettern, Magnesiumcarbonat verwendet werden.

### Kleidung und Schuhwerk
Das Tragen eines kragenlosen Gewichthebertrikots, entsprechend dem der Ringer, ist Pflicht. Des Weiteren tragen Gewichtheber speziell angefertigte Schuhe mit einer harten Sohle und einer leicht erhöhten Ferse. Die Erhöhung durch den Fersenkeil beträgt üblicherweise 1,9 cm (0,75 inch). Um das Rutschen der Schuhe auf der Plattform zu verhindern, wird oft Kolophonium auf die Sohle aufgetragen. Die harte Sohle verhindert, dass Kraft durch die Kompression der Sohle verloren geht und erhöht so die Effizienz der Kraftübertragung. Der erhöhte Fersenkeil unterstützt bei eingeschränkter Sprunggelenksmobilität und ermöglicht so erst eine stabile, ausreichend tiefe und damit regelkonforme Hocke.
Die von manchen Hebern verwendeten Knie- oder Ellbogenbandagen bieten keinerlei Unterstützung, sondern dienen lediglich dazu, die Gelenkstrukturen warm zu halten. Im Gegensatz dazu unterstützen die festen Handgelenksbandagen die empfindlichen Gelenke, welche hohe Lasten zu fixieren haben. Der Gewichthebergürtel soll dazu dienen, den intraabdominalen Druck zu erhöhen, um somit mehr Stabilität im Rumpfbereich zu erhalten. Die Verwendung von Bandagen und Gürteln ist nicht verbindlich vorgeschrieben, viele Heber benutzen Gürtel nur beim Stoßen. Von den Verbänden sind bestimmte Regularien für Bandagen und Gürtel festgelegt, so darf ein Gürtel beispielsweise maximal 120 mm breit sein.

## Verbandsstruktur
Weltverband der Gewichtheber ist die International Weightlifting Federation (IWF), welche 1905 gegründet wurde und ihren Sitz in Lausanne hat. Sie ist für die Überwachung aller internationalen Wettkämpfe zuständig.
Zur Regelung der kontinentalen Meisterschaften, wie zum Beispiel der Europameisterschaft oder der Asienmeisterschaft, existieren, eine Ebene unter der IWF, fünf kontinentale Verbände für Afrika, Amerika, Asien, Europa und Ozeanien. Diese wiederum organisieren die insgesamt 184 nationalen Verbände.
Für das Gewichtheben in Deutschland ist der Bundesverband Deutscher Gewichtheber (BVDG) zuständig.
Bereits 1890 ist der Österreichische Gewichtheberverband (ÖGV) entstanden, damals unter dem Namen „Österreichischer Athleten Bund“. Er hat seinen Sitz in Wien und ist in drei Landesverbände gegliedert.
In der Schweiz werden die Interessen der Gewichtheber vom 1946 gegründeten „Schweizerischen Amateur-Gewichtheber-Verband“ (SAGV) vertreten, der 1950 von der IWF anerkannt wurde.

## Dopingproblematik
Das Gewichtheben hat den Ruf, besonders stark vom Doping betroffen zu sein. Vor allem in den 1970er und 1980er Jahren wurden Athleten mehrfach im Nachhinein Medaillen aufgrund von positiven oder manipulierten Dopingtests aberkannt. Allein bei den Olympischen Sommerspielen 1988 wurden drei Medaillengewinner des Dopings überführt, so dass in den schwereren Klassen manche Athleten nicht mehr antraten. Die IWF begegnete dem Problem der wahrscheinlich unter Doping erzielten Weltrekorde mit einer Umstellung der Gewichtsklassen 1993 und somit einer Löschung aller bestehenden Rekorde.
Der internationale Verband sanktioniert Dopingvergehen mit mehrjährigen Wettkampfsperren und lebenslangen Sperren für Wiederholungstäter. Allerdings werden Sperren immer wieder in Geldstrafen umgewandelt, wie es zum Beispiel auch im Vorfeld der Olympischen Sommerspiele 2008 in Peking der Fall war. Nachdem elf bulgarische Athleten positiv getestet wurden, sperrte die IWF zuerst alle elf Dopingsünder sowie die komplette bulgarische Mannschaft, wandelte dann jedoch die Sperre der Mannschaft in eine Geldstrafe um, was nach den Regularien möglich ist. Die Sperren der einzelnen Dopingsünder blieben bestehen. Bulgarien schickte dennoch keine Athleten nach Peking.
Bei einem Nachtest von Proben, die bei Olympia 2008 gezogen wurden, wurden im Jahre 2016 15 Gewichtheber nachträglich disqualifiziert und die Medaillen aberkannt.

## Bekannte Gewichtheber
- Wassili Alexejew ( Sowjetunion /  Russland)
- Romela Begaj ( Albanien)
- Gerd Bonk ( Deutschland)
- Oliver Caruso ( Deutschland)
- Chen Wei-Ling ( Chinesisch Taipeh)
- Chen Xiexia ( Volksrepublik China)
- Yuderqui Contreras ( Dominikanische Republik)
- Meline Dalusjan ( Armenien)
- Natalija Dawydowa ( Ukraine)
- Pyrros Dimas ( Griechenland)
- Alexandra Escobar ( Ecuador)
- Christine Girard ( Kanada)
- Marija Grabowezkaja ( Kasachstan)
- Wendy Hale ( Salomonen)
- Jürgen Heuser ( Deutschland)
- Marc Huster ( Deutschland)
- Ilja Iljin ( Kasachstan)
- Peter Immesberger ( Deutschland)
- Jang Mi-ran ( Südkorea)

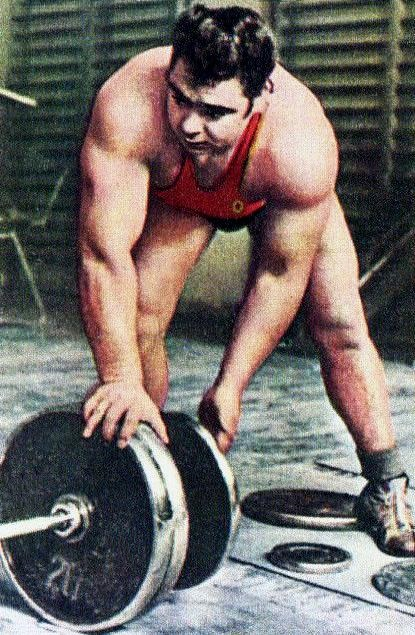
Wassili Alexejew, 1970

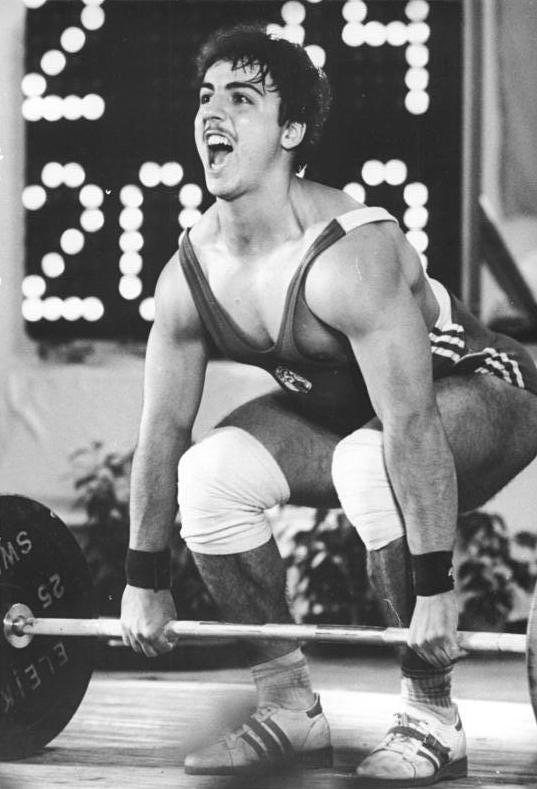
Ingo Steinhöfel, 1989

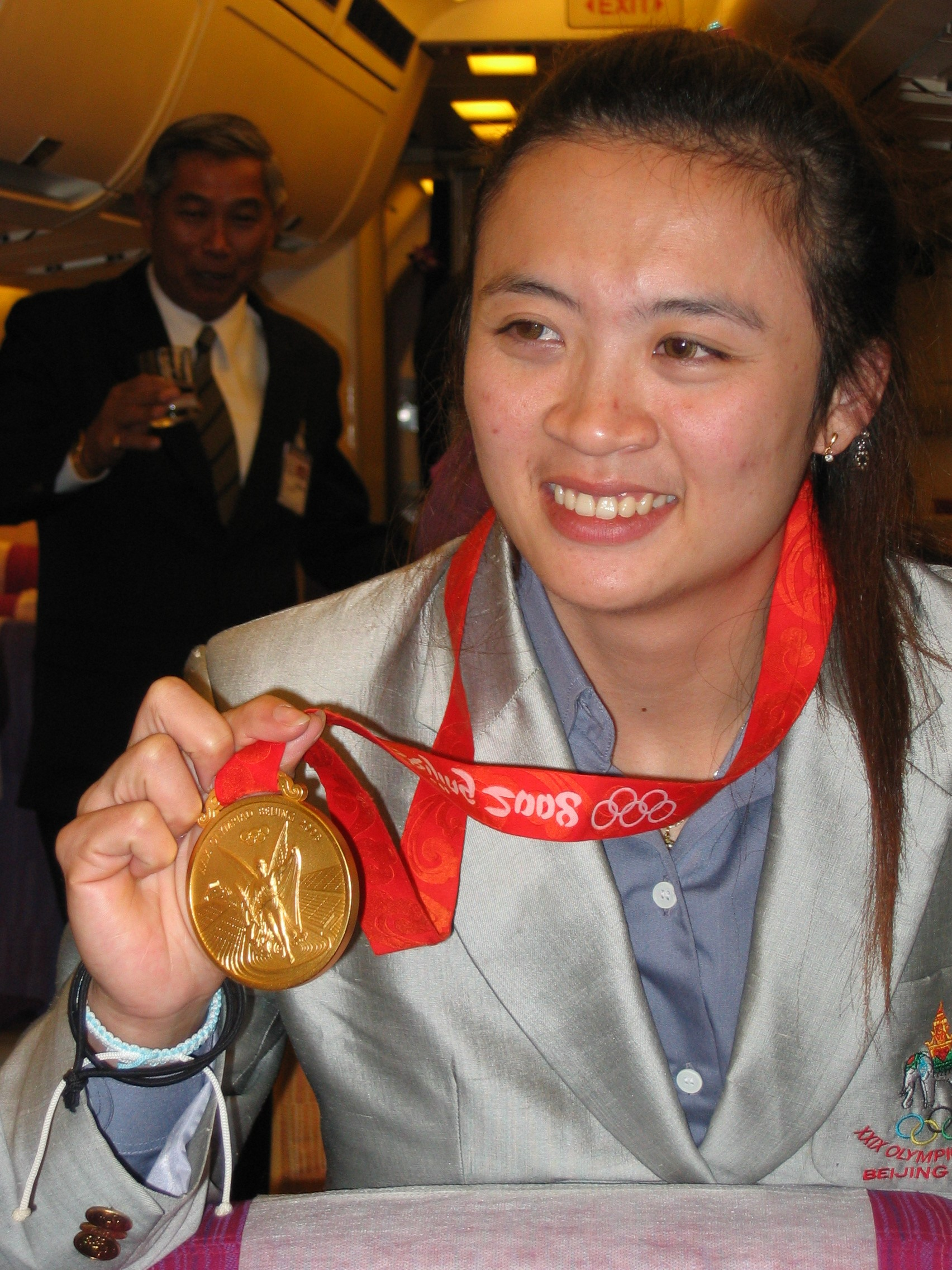
Prapawadee Jaroenrattanatarakoon präsentiert ihre im August 2008 in Peking gewonnene olympische Goldmedaille

- Prapawadee Jaroenrattanatarakoon ( Thailand)
- Akakios Kachiasvilis ( Griechenland)
- Marzena Karpińska ( Polen)
- Tatjana Kaschirina ( Russland)
- Ruth Kasirye ( Norwegen)
- Aleksandra Klejnowska ( Polen)
- Dmitri Klokow ( Russland)
- Olha Korobka ( Ukraine)
- Joachim Kunz ( Deutschland)
- Aljaksandr Kurlowitsch ( Sowjetunion /  Belarus)
- Cao Lei ( Volksrepublik China)
- Liu Chunhong ( Volksrepublik China)
- Lu Ying-Chi ( Chinesisch Taipeh)
- Rudolf Mang ( Deutschland)
- Karyn S. Marshall ( Vereinigte Staaten)
- Rolf Milser ( Deutschland)
- Karla Moreno ( Nicaragua)
- Michael Müller ( Deutschland)
- Halil Mutlu ( Türkei)
- Manfred Nerlinger ( Deutschland)
- Anastassija Nowikawa ( Belarus)
- Ele Opeloge ( Samoa)
- Pak Hyon-suk ( Nordkorea)
- Swetlana Podobedowa ( Kasachstan)
- Karl-Heinz Radschinsky ( Deutschland)
- Hossein Rezazadeh ( Iran)
- Monique Riesterer ( Deutschland)
- Julia Rohde ( Deutschland)
- Natalja Sabolotnaja ( Russland)
- Marina Schainowa ( Russland)
- Swetlana Schimkowa ( Russland)
- Sibel Şimşek ( Türkei)
- Matthias Steiner ( Deutschland)
- Ingo Steinhöfel ( Deutschland)
- Naim Süleymanoğlu ( Bulgarien /  Türkei)
- Nurcan Taylan ( Türkei)
- Pawina Thongsuk ( Thailand)
- Dika Toua ( Papua-Neuguinea)
- Christin Ulrich ( Deutschland)
- Mariam Usman ( Nigeria)
- Jurik Wardanjan ( Sowjetunion /  Armenien)
- Ronny Weller ( Deutschland)
- Martin Zawieja ( Deutschland)